# Artimantodea

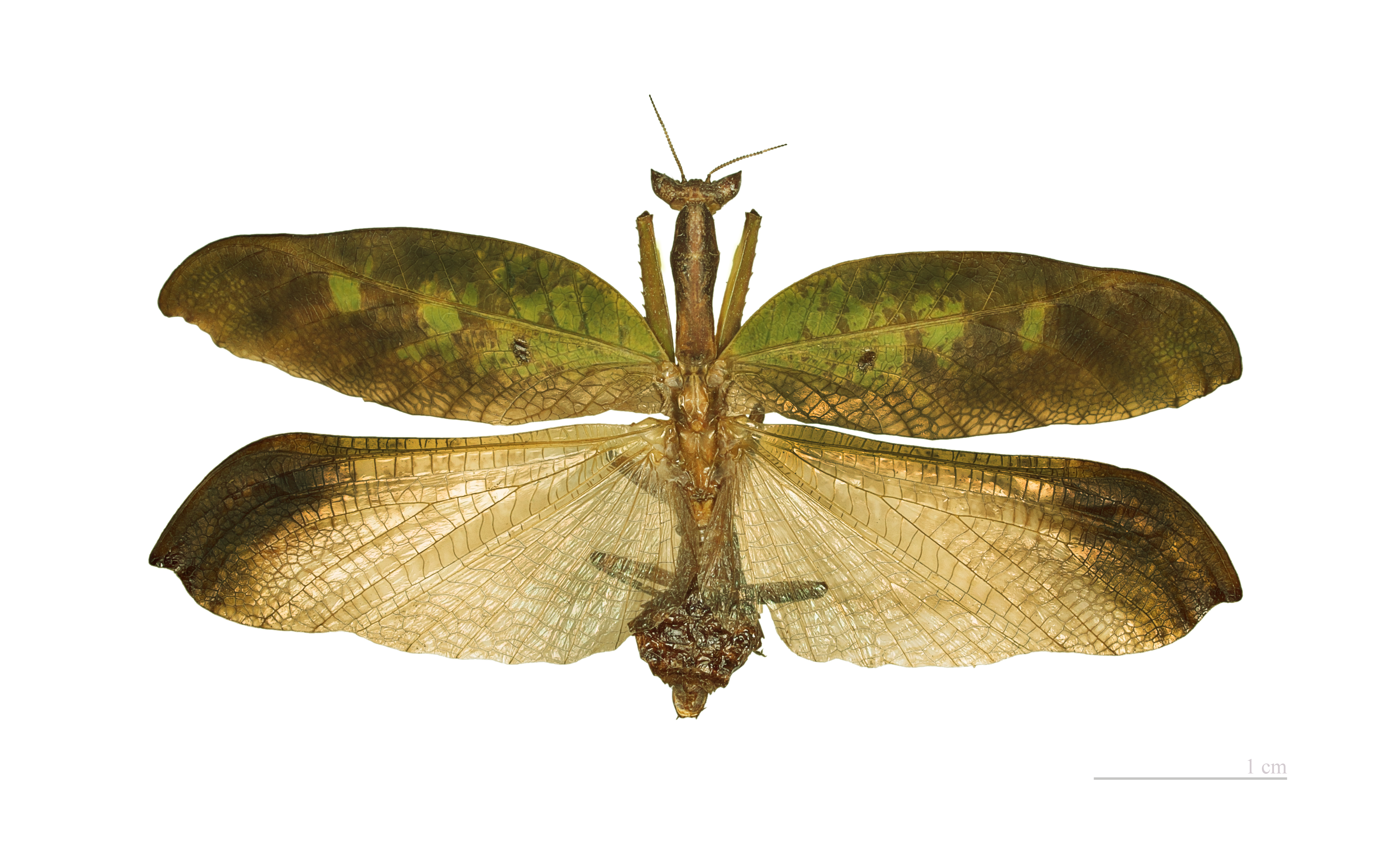
Metilia brunnerii z rodziny Acanthopidae

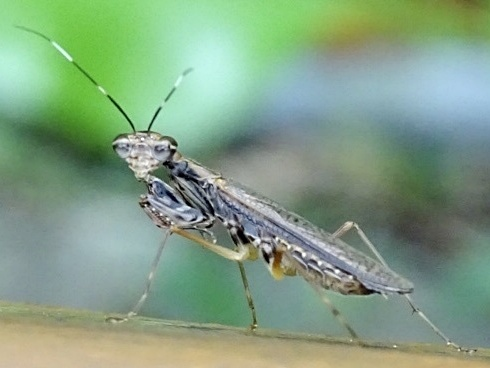
Spilomantis occipitalis z rodziny Gonyleptidae

Artimantodea – parworząd modliszek z podrzędu Eumantodea i infrarzędu Schizomantodea.

## Morfologia
Tułów, przynajmniej w pierwotnym planie budowy, odznacza się wyraźnymi rozszerzeniami nadbiodrowymi. U wielu linii ewolucyjnych pojawia się wydłużony przedtułów. Skrzydła cechują się wydłużoną pterostygmą umieszczoną pomiędzy wspólnym odcinkiem żyłki radialnej tylnej i medialnej (RP+M) a żyłką kubitalną przednią oraz obejmującą część odgałęzień tej ostatniej. Chwytne odnóża przedniej pary mają obecny na udzie rowek do chowania pazurka przesunięty w kierunku odsiebnym. W pierwotnym planie budowy na udzie tym występują cztery kolce dyskoidalne, ale ich liczba uległa redukcji w niektórych grupach. Genitalia samca cechują się obecnością płata nasadowego (proksymalnego) na prawej stronie fallomeru brzusznego, aczkolwiek ta cecha również uległa wtórnemu zatraceniu w części linii rozwojowych.

## Taksonomia
Takson ten wprowadzony został w 2009 roku przez Gavina J. Svensona i Michaela Franka Whitinga na łamach „Cladistics”. Klasyfikowany jest w randze parworzędu w obrębie infrarzędu Schizomantodea, obejmującego także nadrodzinę Metallyticoidea. Zalicza się do niego 11 nadrodzin pogrupowanych w dwóch nanorzędach:
- Amerimantodea Schwarz et Roy, 2019
  - Thespoidea Saussure, 1869
  - Acanthopoidea Burmeister, 1838
- Cernomantodea Svenson et Whiting, 2009
  - Chroicopteroidea Giglio-Tos, 1915
  - Nanomantoidea Brunner de Wattenwyl, 1893
  - Gonypetoidea Westwood, 1889
  - Epaphroditoidea Brunner de Wattenwyl, 1893
  - Haanioidea Giglio-Tos, 1915
  - Eremiaphiloidea Saussure, 1869
  - Hoplocoryphoidea Giglio-Tos, 1916
  - Miomantoidea Westwood, 1889
  - Galinthiadoidea Giglio-Tos, 1919
  - Hymenopoidea Giglio-Tos, 1915
  - Mantoidea Latreille, 1802